# Bertelsmann Music Group
BMG (Bertelsmann Music Group) – wytwórnia muzyczna istniejąca w latach 1987–2008, dywizja korporacji Bertelsmann.
W sierpniu 2004 BMG połączyło się umową joint venture z Sony Music w stosunku 50–50. Gdy w 2008 roku Sony wykupił akcje BMG, powrócono do nazwy Sony Music.